# Quantya

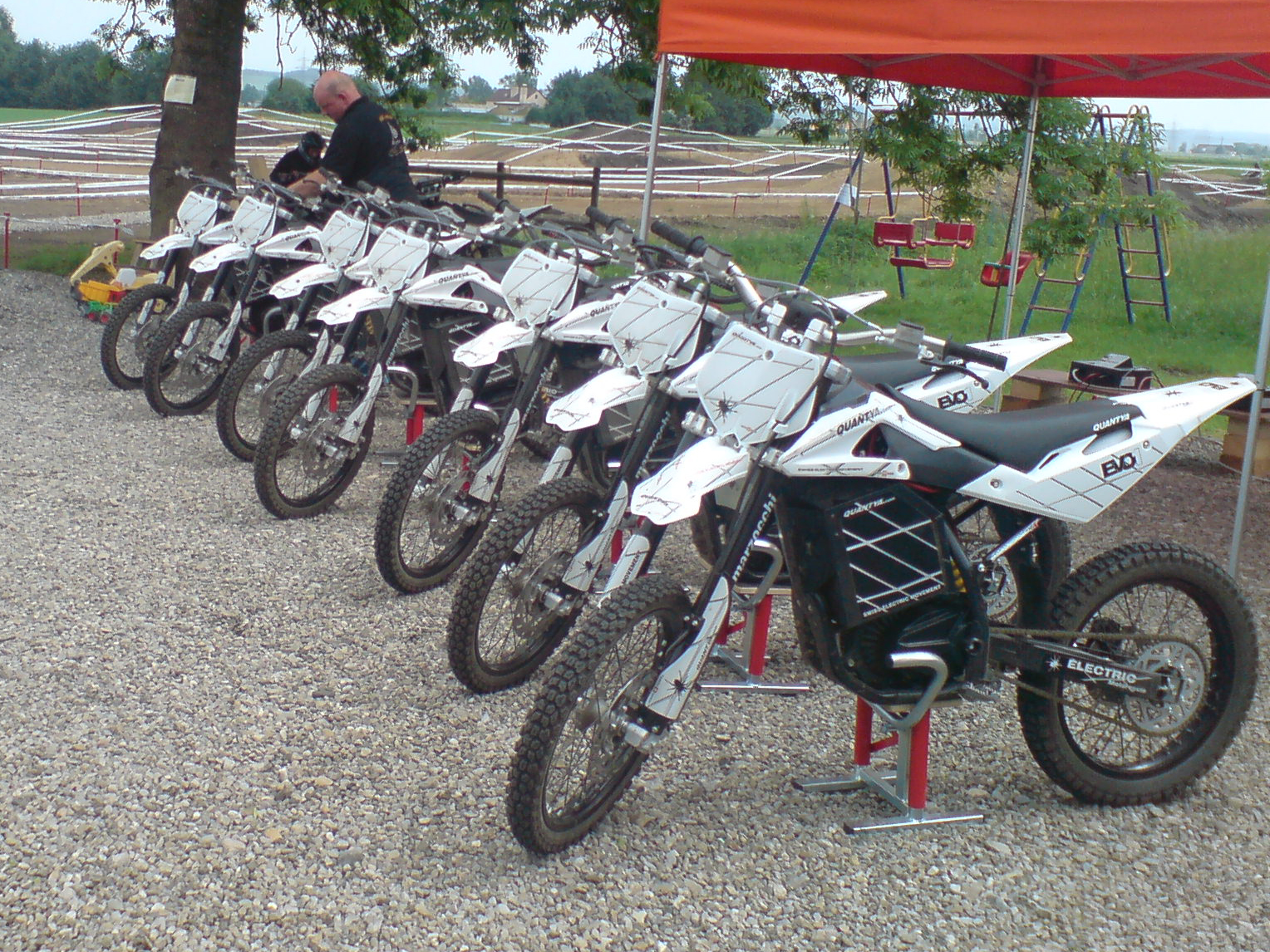
Quantya Track in einem Quantypark

Die Quantya S.A. ist eine 2005 von dem Unternehmer Claudio Dick in der Schweiz gegründete Firma, die sich mit der Entwicklung und der Produktion von Sport-Elektromotorrädern beschäftigt. Die Firma residiert im Teilort Paradiso von Lugano. Wichtigstes Produkt ist das Elektro-Motocrossmotorrad Quantya EVO1 Track. Daneben wird eine von der Track ableitete Version mit Strassenzulassung die Quantya EVO1 Strada angeboten. 2018 wurde ein Konkursverfahren gegen die QUANTYA SA eingeleitet und wegen fehlender Vermögenswerte eingestellt.

## Quantya EVO1 Track
Das Elektro-Motocrossrad  schafft je nach Einstellung Geschwindigkeiten von bis zu 70 km/h.
Die reservekanistergroße 48-Volt-Lithium-Polymer-Batterie des südkoreanischen Anbieters Kokam wiegt 19 Kilogramm und speichert ca. 2,3 Kilowattstunden Energie. Mit einer Ladezeit von 2 Stunden wird eine Fahrtzeit von 30 bis 180 Minuten möglich. Eine Vollladung kostet zwischen 40 und 50 Cent für die Energie zuzüglich 200 Cent für den Akku (ca. € 2000 Euro für 1000 Batterieladungen). Der Motor stammt aus England, der Motorcontroller stammt von der amerikanischen Firma Alltrax Inc.
Der Axial-Gap-DC-Brush-Motor verfügt über maximal 12 kW (=16,3 PS) und ein Drehmoment von max. 31,5 Nm, die 92 kg Motorrad und den Fahrer zu bewegen haben. Die Kraft des Motors wird über einen Zahnriemen und Kette auf das Hinterrad übertragen. Vorderrad 2.75 × 19" und Hinterrad 3.50 × 18" verfügen je über einen Federweg von 245 mm bzw. 270 mm. Die Sitzhöhe des 2 Meter langen Motorrades beträgt 92 cm.
Das Motorrad wird über zwei Handbremshebel mittels Scheibenbremsen mit Einkolbensattel gebremst.
Der Preis beträgt 9282 Euro, wovon ca. 2000 Euro auf die Batterie entfallen. Die Werksgarantie bürgt für 1000 Batterieladungen (entspricht ca. 50.000 km) oder zwei Jahre.
(Die technischen Daten beziehen sich auf die Version 2009.)

## Quantya EVO1 Strada
Die Strada verfügt über 8,5 kW Leistung, wiegt 95 kg und ist für die Straße zugelassen.  Die mögliche Fahrzeit beträgt 30 bis 180 Minuten. Der Preis beträgt 8075 Euro (excl. Mwst).